# Juncus imbricatus
Juncus imbricatus är en tågväxtart som beskrevs av Jean Jacques Charles de Laharpe. Juncus imbricatus ingår i släktet tåg, och familjen tågväxter. Inga underarter finns listade i Catalogue of Life.